# Crateri di 21 Lutetia
Segue una lista dei crateri d'impatto presenti sulla superficie di 21 Lutetia. La nomenclatura di 21 Lutetia è regolata dall'Unione Astronomica Internazionale; la lista contiene solo formazioni esogeologiche ufficialmente riconosciute da tale istituzione.
I crateri di Lutetia portano i nomi di città dell'Impero Romano (52 a.C. - 360 d.C.) o di regioni ad esso prossime.
Sono tutti stati identificati durante la missione della sonda Rosetta, l'unica ad avere finora raggiunto Lutetia.

## Prospetto
| Cratere   | Eponimo | Latitudine | Longitudine | Diametro |
| --------- | --- | ---------- | ----------- | -------- |
| Bagacum   | L'odierna Bavay in Francia.                                                                                  | 46° N      | 311° W      | 3,7 km   |
| Basilia   | L'odierna Basilea in Svizzera.                                                                               | 73° N      | 176° W      | 3,5 km   |
| Bonna     | L'odierna Bonn in Germania.                                                                                  | 62° N      | 293° W      | 6 km     |
| Burdigala | L'odierna Bordeaux in Francia.                                                                               | 52° N      | 149° W      | 10 km    |
| Florentia | L'odierna Firenze in Italia.                                                                                 | 23° N      | 223° W      | 10,9 km  |
| Gaudiaco  | L'odierna Joué-lès-Tours in Francia.                                                                         | 58° N      | 355° W      | 6,7 km   |
| Genua     | L'odierna Genova in Italia.                                                                                  | 11° N      | 243° W      | 1,8 km   |
| Gerunda   | L'odierna Gerona in Spagna.                                                                                  | 78° N      | 292° W      | 4,7 km   |
| Lauriacum | L'odierna Enns in Austria. Questo cratere è utilizzato per definire il meridiano fondamentale di 21 Lutetia. | 37° N      | 0° W        | 1,5 km   |
| Lugdunum  | L'odierna Lione in Francia.                                                                                  | 10° N      | 141° W      | 17 km    |
| Massilia  | L'odierna Marsiglia in Francia.                                                                              | 41° N      | 264° W      | 61 km    |
| Nicaea    | L'odierna Nizza in Francia.                                                                                  | 43° N      | 179° W      | 21 km    |
| Patavium  | L'odierna Padova in Italia.                                                                                  | 31° N      | 308° W      | 9,3 km   |
| Roma      | L'odierna Roma in Italia.                                                                                    | 13° N      | 117° W      | 19 km    |
| Salomacus | L'odierna Salles in Francia.                                                                                 | 11° N      | 251° W      | 7 km     |
| Salona    | L'odierna Salona in Croazia.                                                                                 | 32° N      | 323° W      | 7,1 km   |
| Syracusae | L'odierna Siracusa in Italia.                                                                                | 39° N      | 32° W       | 7 km     |
| Toletum   | L'odierna Toledo in Spagna.                                                                                  | 87° N      | 199° W      | 6 km     |
| Turicum   | L'odierna Zurigo in Svizzera.                                                                                | 20° N      | 202° W      | 3,8 km   |